# Yorima flava
Espèce
Synonymes
- Chorizomma flavum Chamberlin & Ivie, 1937

Yorima flava est une espèce d'araignées aranéomorphes de la famille des Cybaeidae.

## Distribution
Cette espèce est endémique de Californie aux États-Unis,. Elle se rencontre dans le comté de Sonoma.

## Publication originale
- Chamberlin & Ivie, 1937 : New spiders of the family Agelenidae from western North America. Annals of the Entomological Society of America, vol. 30, p. 211-230.